# Tschogha Bonut
Koordinaten: 32° 13′ 20″ N, 48° 30′ 18″ O
Tschogha Bonut (Chogha Bonut, persisch چغابنوت, antik: Čoḡā Bonut) ist ein archäologischer Fundplatz auf dem Territorium des altertümlichen Elam in der heutigen Provinz Chuzestan (seinerzeit: Chusistan) im Südwesten Irans. Die Anlage liegt etwa 20 km südöstlich von Dezful und 5 km westlich von Tschogha Misch (Čoḡā Mīš), einer weiteren historischen Stätte.
Kraft kalibrierter 14C-Datierungen wird davon ausgegangen, dass Tschogha Bonut bereits um 7200 v. Chr. besiedelt war und damit die älteste Menschensiedlung im südwestlichen Flachland Chuzestans wäre. Darin läge ein Hinweis, dass Farmer und Jäger sich landwirtschaftlich zu Gemeinschaften zusammentaten. Es handelt sich um einen kleinen Hügel, der mit einem Durchmesser von nahezu 50 m ungefähr 5 m über sein Umland hinausragt. 
Die Fundstelle wurde im Jahr 1976 zufällig entdeckt. Man stieß auf die Siedlung, als man den Platz zu Zwecken der Entwicklung nachhaltigerer Landwirtschaft einebnen wollte. Helene J. Kantor, die zu dieser Zeit in Tschogha Misch archäologisch tätig war, vermochte eine sofortige Erlaubnis zur Erforschung der Anlage zu erwirken. Bis zum Beginn der Islamischen Revolution 1979 konnte ungestört geforscht werden. 
Erst der persische Archäologe und Iranist Abbas Alizadeh nahm die Forschungsarbeiten 1996 wieder auf und veröffentlichte seine zusammengetragenen Funde 2003. Es handelt sich dabei um seltene jungsteinzeitliche Funde.